# Förenade arabemiratens herrlandslag i ishockey
Förenade arabemiratens herrlandslag i ishockey representerar Förenade arabemiraten i ishockey för herrar.
Laget verkar under Förenade arabemiratens ishockeyförbund, bildat 2007, vilka är medlemmar i IIHF, internationella ishockeyförbundet. Coach för laget är vitryssen Yory Faikov.
Under sitt debutår 2007, deltog man i Asiatiska inomhusspelen och spelade sin första officiella landskamp den 26 januari 2007 mot Thailand, vilket resulterade i en vinst med 4-0. Dagen efter spelade man mot Kazakstan mot vilka man förlorade stort med 0-38. I turneringen slutade man till slut på sjätte plats av elva deltagande lag.
Under juni 2008 deltog Förenade arabemiratens ishockeylandslag i den nya ishockeyturneringen Arabiska cupmästerskapen i ishockey, öppen för lag från de arabiska länderna. Förenade Arabemiraten stod som segrare i cupen efter matcher mot Marocko, Kuwait och Algeriet. Samma år gick Förenade arabemiraten med som en av de sex ursprungliga medlemmarna i den arabiska ishockeyfederationen.
2009 vann Förenade arabemiraten IIHF:s asiatiska Challenge Cup, där man i avslutningsmatchen slog Thailand med 5-3.
Sin första VM-turnering deltog man under 2010 i Division III.

## OS-turneringar
- 2010 - OS i Vancouver, Kanada - deltog ej
- 2014 - OS i Sotji, Ryssland - deltog ej

## VM-turneringar
- 2010 - VM Division III i Luxemburg* - fyra (sist), 3 matcher, 0 segrar, 3 förluster, 0 sudden deaths-/straffläggningssegrar, 0 sudden deaths-/straffläggningsförluster, 5 gjorda mål, 18 insläppta mål, 0 poäng. *Mästerskapet blev flyttad från Grekland till Luxemburg, på grund av den ekonomiska krisen i Grekland.
- 2013 - VM Division III kval i Förenade Arabemiraten (hemmaplan) - etta, 3 matcher, 3 segrar, 0 förluster, 0 sudden deaths-/straffläggningssegrar, 0 sudden deaths-/straffläggningsförluster, 14 gjorda mål, 3 insläppta mål, 9 poäng.
- 2013 - VM Division III i Sydafrika - sexa (sist), 5 matcher, 0 segrar, 5 förluster, 0 sudden deaths-/straffläggningssegrar, 0 sudden deaths-/straffläggningsförluster, 10 gjorda mål, 39 insläppta mål, 0 poäng.
- 2014 - VM Division III i Luxemburg - femma (näst sist), 5 matcher, 1 seger, 3 förluster, 0 sudden deaths-/straffläggningssegrar, 1 sudden deaths-/straffläggningsförlust, 14 gjorda mål, 34 insläppta mål, 4 poäng.
- 2015 - VM Division III i Turkiet - sexa (näst sist), 6 matcher, 1 seger, 4 förluster, 0 sudden deaths-/straffläggningssegrar, 1 sudden deaths-/straffläggningsförlust, 14 gjorda mål, 44 insläppta mål, 4 poäng.
- 2016 - VM Division III i Turkiet - drog sig ur turneringen.
- 2017 - VM Division III i Bulgarien - sjua (näst sist), 4 matcher, 0 segrar, 4 förluster, 0 sudden deaths-/straffläggningssegrar, 0 sudden deaths-/straffläggningsförluster, 0 gjorda mål, 48 insläppta mål, 0 poäng.

## VM-statistik

### 2010-
| VM-Turneringar | Matcher | Segrar | Förluster | Sudden deaths-/Straffläggningssegrar | Sudden deaths-/Straffläggningsförluster | Gjorda mål | Insläppta mål | Poäng |
| -------------- | ------- | ------ | --------- | ------------------------------------ | --------------------------------------- | ---------- | ------------- | ----- |
| VM             | 0       | 0      | 0         | 0                                    | 0                                       | 0          | 0             | 0     |
| Division I     | 0       | 0      | 0         | 0                                    | 0                                       | 0          | 0             | 0     |
| Division II    | 0       | 0      | 0         | 0                                    | 0                                       | 0          | 0             | 0     |
| Division III   | 23      | 2      | 19        | 0                                    | 2                                       | 43         | 183           | 8     |

- ändrat poängsystem efter VM 2006, där seger ger 3 poäng istället för 2 och att matcherna får avgöras genom sudden death (övertid) och straffläggning vid oavgjort resultat i full tid. Vinnaren får där 2 poäng, förloraren 1 poäng.

## Spelade matcher
Avser matcher fram till 15 april, 2017
| Lag                     | S  | V  | O | F | GM | IM |
| ----------------------- | -- | -- | - | - | -- | -- |
| Algeriet                | 2  | 2  | 0 | 0 | 16 | 6  |
| Bahrain                 | 3  | 3  | 0 | 0 | 53 | 0  |
| Bosnien och Hercegovina | 1  | 1  | 0 | 0 | 5  | 2  |
| Bulgarien               | 1  | 0  | 0 | 1 | 5  | 11 |
| Georgien                | 4  | 2  | 0 | 2 | 19 | 26 |
| Grekland                | 3  | 1  | 0 | 2 | 6  | 11 |
| Hongkong                | 7  | 2  | 2 | 3 | 21 | 23 |
| Indien                  | 1  | 1  | 0 | 0 | 10 | 0  |
| Irland                  | 2  | 0  | 0 | 2 | 5  | 15 |
| Kazakstan               | 1  | 0  | 0 | 1 | 0  | 38 |
| Kirgizistan             | 1  | 0  | 0 | 1 | 0  | 14 |
| Kuwait                  | 11 | 10 | 1 | 0 | 47 | 13 |
| Luxemburg               | 5  | 0  | 0 | 5 | 6  | 43 |
| Macao                   | 3  | 3  | 0 | 0 | 22 | 0  |
| Malaysia                | 5  | 5  | 0 | 0 | 38 | 4  |
| Marocko                 | 1  | 1  | 0 | 0 | 9  | 0  |
| Mongoliet               | 5  | 5  | 0 | 0 | 22 | 5  |
| Nordkorea               | 4  | 0  | 0 | 4 | 6  | 33 |
| Oman                    | 2  | 2  | 0 | 0 | 19 | 1  |
| Saudiarabien            | 1  | 1  | 0 | 0 | 14 | 1  |
| Singapore               | 1  | 1  | 0 | 0 | 4  | 2  |
| Sydafrika               | 2  | 0  | 0 | 2 | 0  | 23 |
| Taiwan                  | 7  | 2  | 1 | 4 | 25 | 20 |
| Thailand                | 9  | 6  | 1 | 2 | 36 | 27 |
| Turkiet                 | 1  | 0  | 0 | 1 | 0  | 15 |